# Botanischer Garten Ulm

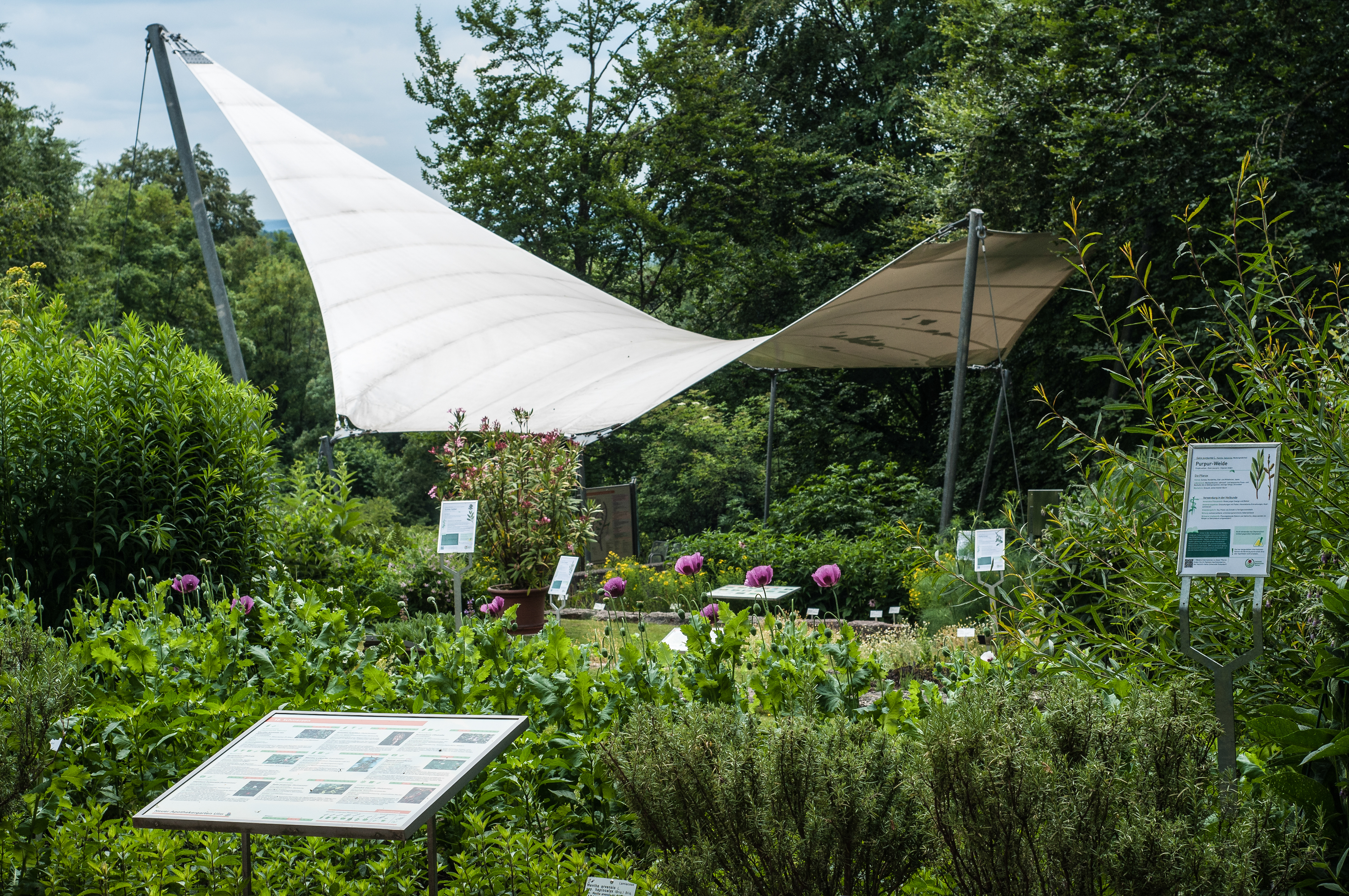
Botanischer Garten Ulm: Pavillon am Apothekergarten

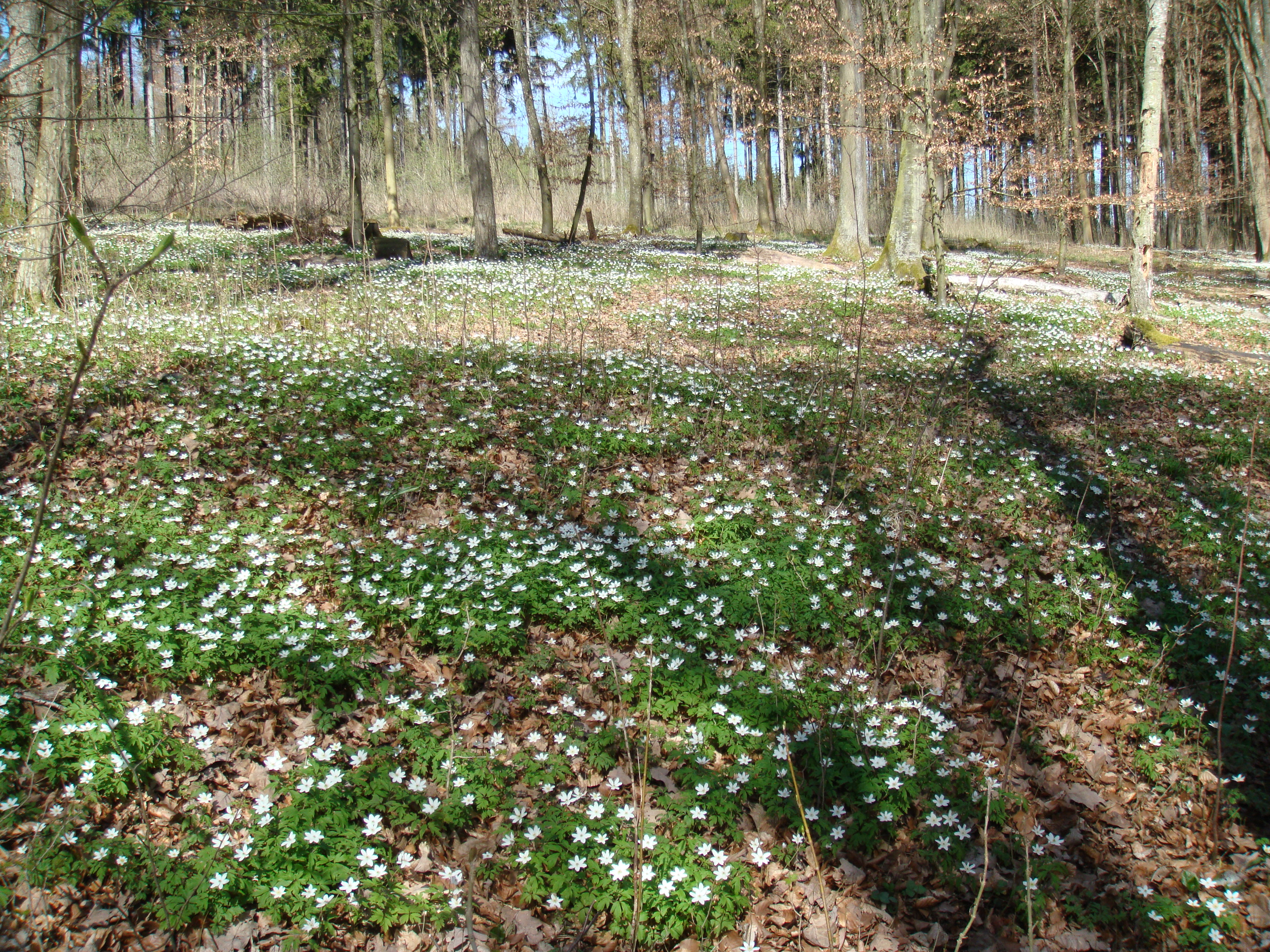
Hutewald mit Buschwindröschen

Der Botanische Garten der Universität Ulm ist ein botanischer Garten und zentrale Einrichtung der Universität Ulm. Er wurde 1981 gegründet und grenzt südöstlich an die Gebäude der Universität am Oberen Eselsberg an. Das weitläufige Freigelände umfasst eine Fläche von rund 28 Hektar. Am oberen Eingang befinden sich die Tropengewächshäuser mit einer großen Vielfalt tropischer Pflanzen des Tiefland- und Bergregenwaldes.
Akademischer Leiter des Botanischen Gartens ist seit April 2023 Steven Jansen in Nachfolge von Marian Kazda und Gerhard Gottsberger.

## Geschichte
Das Gelände des Botanischen Gartens ist ein ehemaliger Schießplatz. Die Genehmigung zur Errichtung des Gartens wurde 1981 vom Ministerium für Wissenschaft und Kunst Baden-Württemberg erteilt. Mit dem Aushub des Klinikums (etwa 150.000 m³) wurde 1980/1981 das Gelände modelliert und topographisch gestaltet.

## Aufgabe und Funktion
Der Botanische Garten ist als zentrale wissenschaftliche Einrichtung der Universität Ulm in aktuelle Forschung und in die Lehre eingebunden. Er steht in enger Verbindung mit der Fakultät für Naturwissenschaften, insbesondere mit dem Fachbereich Biologie und dem Institut für Botanik. Zu den Kernaufgaben gehören außerdem die Erhaltung und der Ausbau von dokumentierten, wissenschaftlichen Pflanzensammlungen. Gleichzeitig dient der Garten als Naherholungsgebiet der Ulmer Bürgerschaft und als beliebtes Ausflugsziel von Urlaubern der Region. Im Grünen Klassenzimmer werden Pflanzen und Tiere, sowie deren Ökologie, erlebnisorientiert für Schulklassen vermittelt.

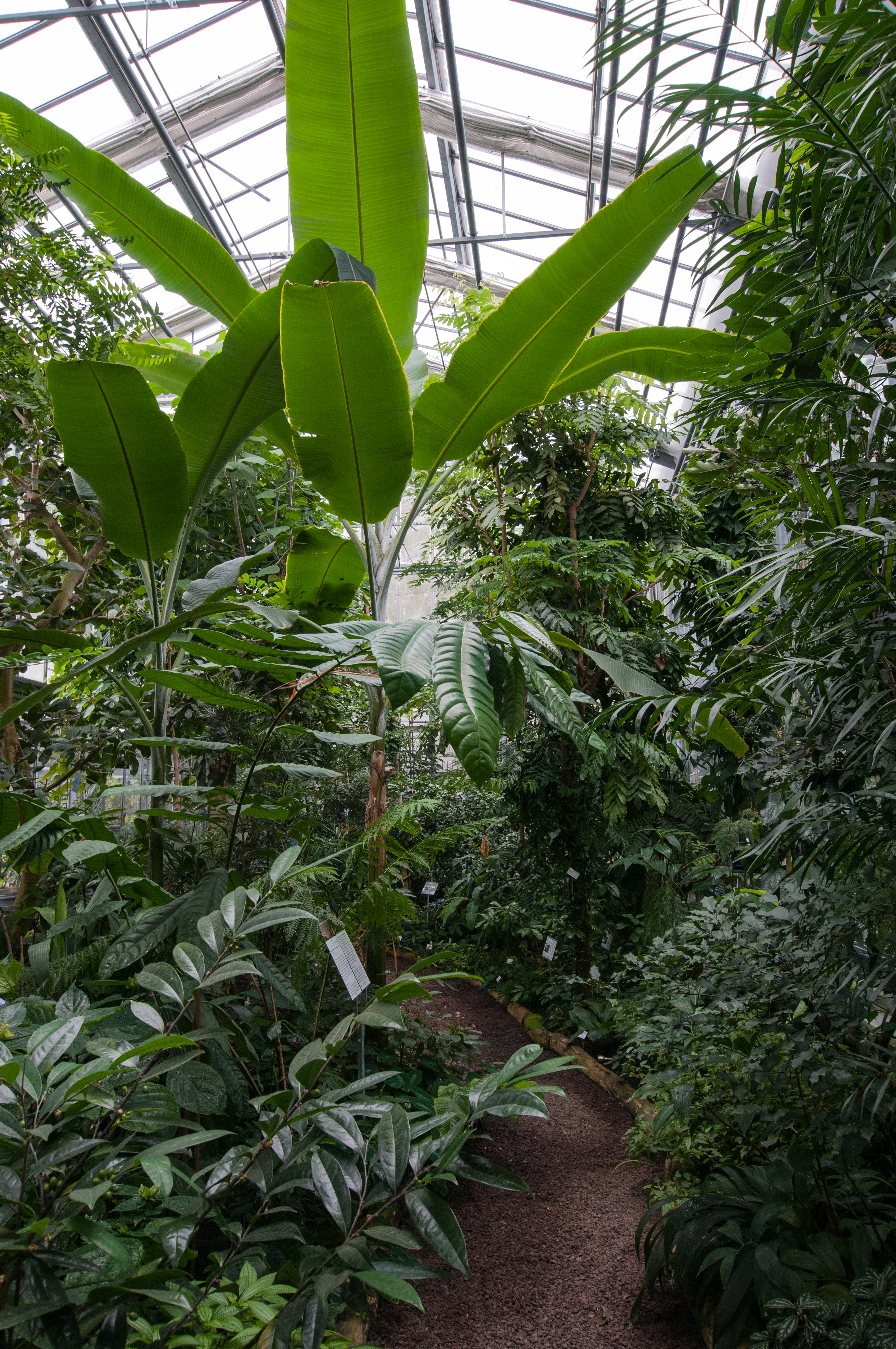
Pflanzen des Tieflandregenwalds im Gewächshauses des Botanischen Garten

## Gewächshäuser
1997 wurden zwei Tropenhäuser erstellt und weitere Erweiterungen vorgenommen. In den Gewächshäusern des Botanischen Gartens werden für Studierende und Besucher eine Vielzahl wichtiger tropischer Nutz- und Heilpflanzen, Epiphyten (Aufsitzerpflanzen) sowie Farne, Gesnerien- und Bromeliengewächse kultiviert. Auffällige Pflanzen im Tieflandregenwaldhaus sind Bananenstauden, Ceylonzimt, Jadewein sowie verschiedene Arten von Würgefeigen (Ficus). Auch viele wichtige Nutz- und Heilpflanzen wie Kakao, Vanille, Kautschukbaum, Niembaum, Ylang-Ylang, Pockholz und Panamahutpalme werden hier vorgestellt. Im angrenzenden Bergregenwaldhaus wachsen Epiphyten, z. B. Orchideen, sowie Bromelien, Fuchsien, Passionsblumen, Gesnerien- und Aronstabgewächse. Auch hier sind wichtige Nutzpflanzen wie Kaffee, Avocado und Mate-Strauch zu sehen. Auffällig im Bergregenwaldhaus sind die imposanten Baumfarne.

## Freigelände

### Ackerwildkräuter
Der Botanische Garten der Universität Ulm kultiviert auf einem Ackerrandstreifen der Dreifelderwirtschaft über 50 verschiedene Ackerwildkräuter. Darunter befinden sich 30 Arten, die in Baden-Württemberg gefährdet oder vom Aussterben bedroht sind, wie beispielsweise Acker-Wachtelweizen, Frauenspiegel, Venuskamm, Spatzenzunge und Kornrade.

### Apothekergarten
Der Neue Apothekergarten Ulm liegt am oberen Eingang des Freigeländes unterhalb der Gewächshäuser. Er wurde 2001 in Kooperation mit der in Ulm ansässigen Pharmafirma Ratiopharm angelegt. Auf seinen terrassenförmig angelegten Beeten wachsen rund 200 Heilpflanzen, die nach 30 medizinischen Anwendungsgebieten und 5 weiteren Themen zur Pflanzenheilkunde angeordnet sind. Auf 75 farbigen Informationstafeln gibt es zu jeder Heilpflanze ein Bild und Informationen zu ihren pharmazeutischen Anwendungsmöglichkeiten. Die Beete sind nach Anwendungsregionen des menschlichen Körpers bepflanzt. Das große Spektrum der Heilpflanzenarten erstreckt sich von bekannten, heimischen Pflanzen wie Johanniskraut, Kamille, Baldrian oder Hopfen über die weniger bekannten wie die Flechte „Isländisch Moos“ und Sonnentau, bis zu den tropischen Vertretern, z. B. Passionsblume oder Kampferbaum. Auf dem mit einem Sonnensegel überdachten Informationsplatz geben weitere Schautafeln Auskunft über die Geschichte der Pflanzenheilkunde, Arzneipflanzenforschung sowie Herstellung und Qualitätssicherung von pflanzlichen Arzneimitteln.
Auf Höhe des Apothekergartens hat man einen schönen Blick auf das Ulmer Münster und die Alpen.

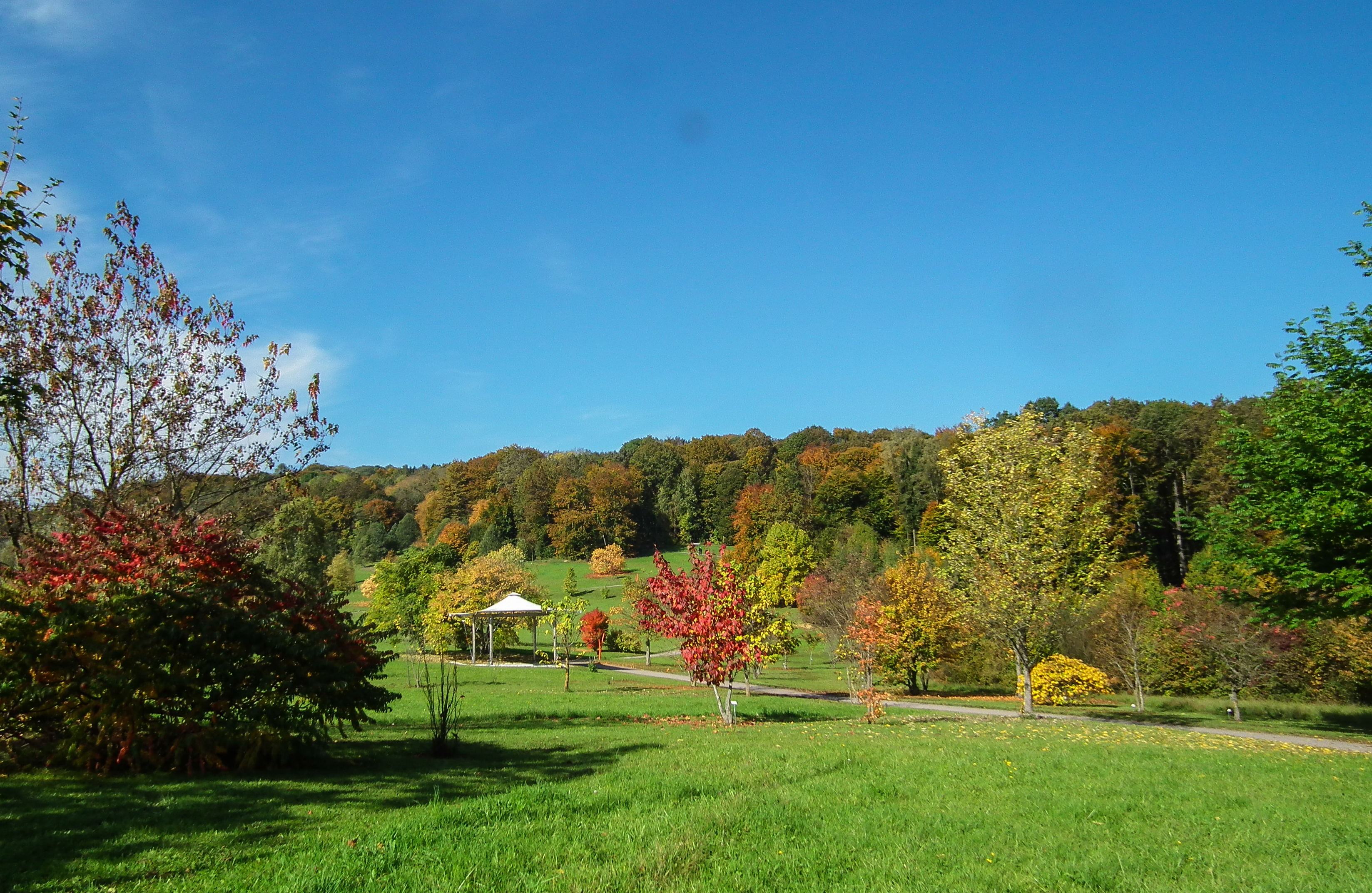
Blick ins Arboretum

### Arboretum
Das Arboretum wurde in drei Bauabschnitten von 1992 bis 1994 angelegt. Die Gruppe der Nacktsamer ist im Gelände auf verschiedene Bereiche aufgeteilt. Ginkgo, Sumpfzypressen-, Eiben- und ein Teil der Kieferngewächse (Tannen, Fichten, Lärchen und Zedern) wurden in einem eher schattigen und zum Teil auch feuchten Bereich untergebracht. Die Kiefern (Gattung Pinus) dagegen sind auf der gegenüberliegenden Seite an einem sonnigen Südhang zu finden. Auch die einzelnen Familien der Bedecktsamer sind weitläufig im Gelände verteilt.

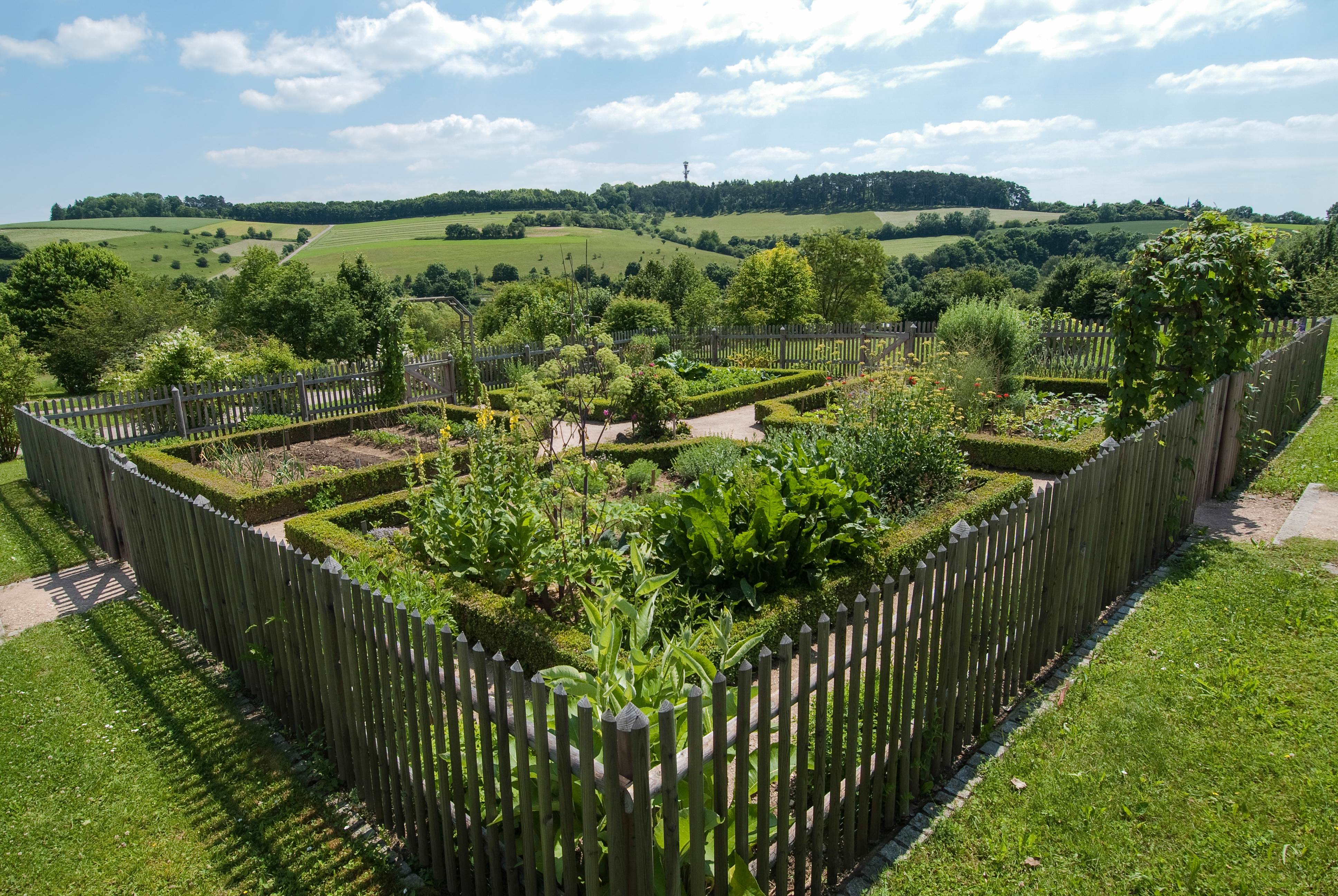
Bauerngarten mit Nutzpflanzen

### Bauerngarten
Es folgte 1998 die Anlage eines Bauerngartens, der die Geschichte vieler im schwäbischen Raum kultivierter Nutzpflanzen aufzeigt. Die Beeteinteilung erfolgte über eine kreuzförmige Wegeführung mit Rondell und entspricht damit der traditionellen Vorstellung eines typischen Bauerngartens. Die Pflanzen sind nach historischen Gesichtspunkten in vier Bereiche gegliedert: (1) Pflanzen der Germanen und Römer, (2) Frühes Mittelalter/Hildegard von Bingen, (3) Spätes Mittelalter/Pflanzen aus dem Orient, (4) Neuere Nutzpflanzen aus Amerika und Asien.

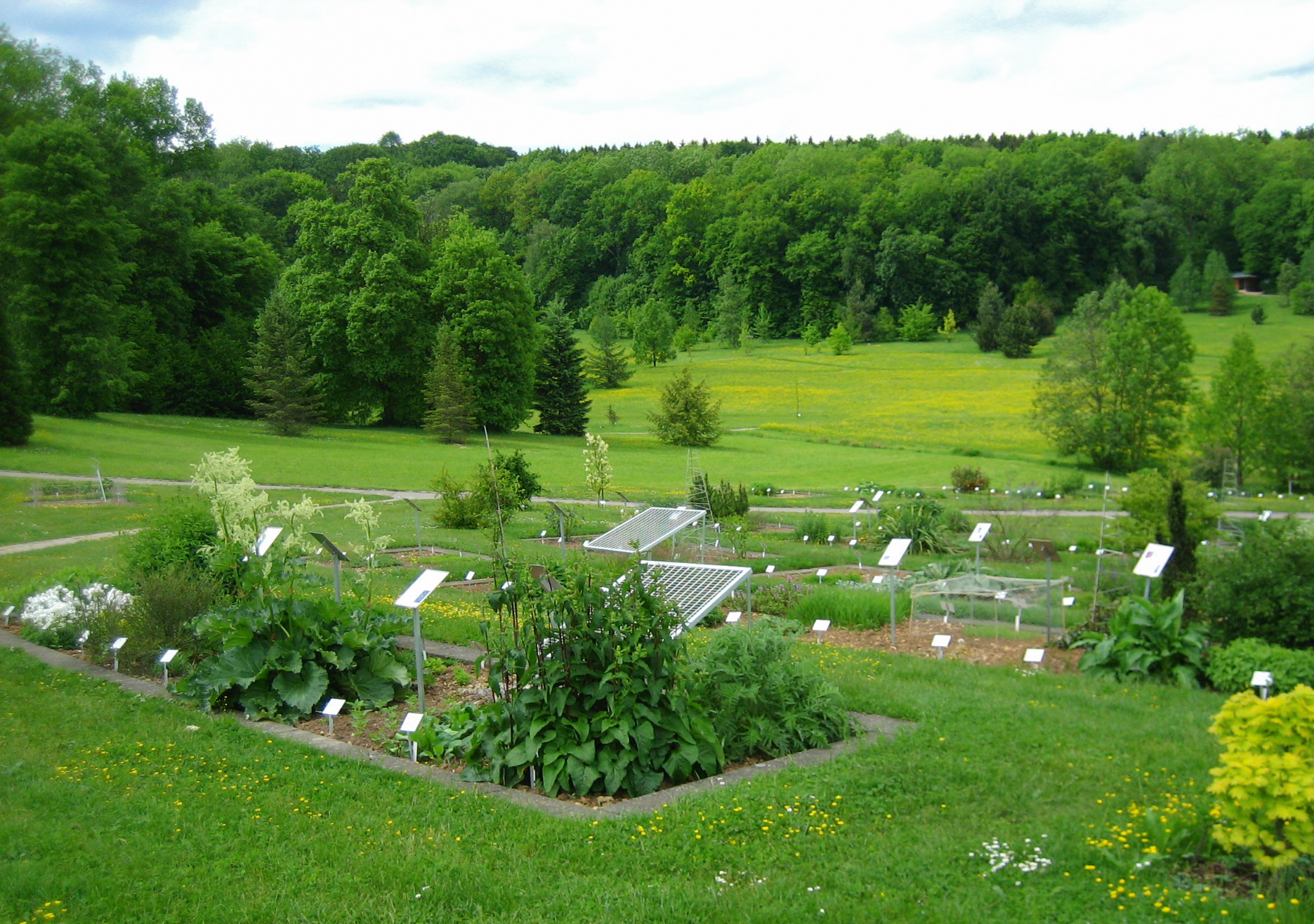
Biologische Abteilung

### Biologische Abteilung
Auf insgesamt 41 Beeten wird Biologiestudenten und botanisch interessierten Besuchern gewissermaßen eine »Open-Air-Bibliothek« geboten, die wie ein roter Faden durch die Detailvielfalt pflanzlicher Formen führt. Dabei werden die vielfältigen Abwandlungen, funktionelle Einzelheiten und ökologische Anpassungen von Pflanzen an ihre Umwelt aufgezeigt. Im zentralen Teil der Abteilung liegt der Themenschwerpunkt Blütenökologie, in dem das Miteinander von Blüten und ihren Bestäubern anschaulich präsentiert wird. Weitere Schwerpunkte sind Fruchtökologie, Futterpflanzen für einheimische Schmetterlingsraupen, Färberpflanze und Nutzpflanzen.

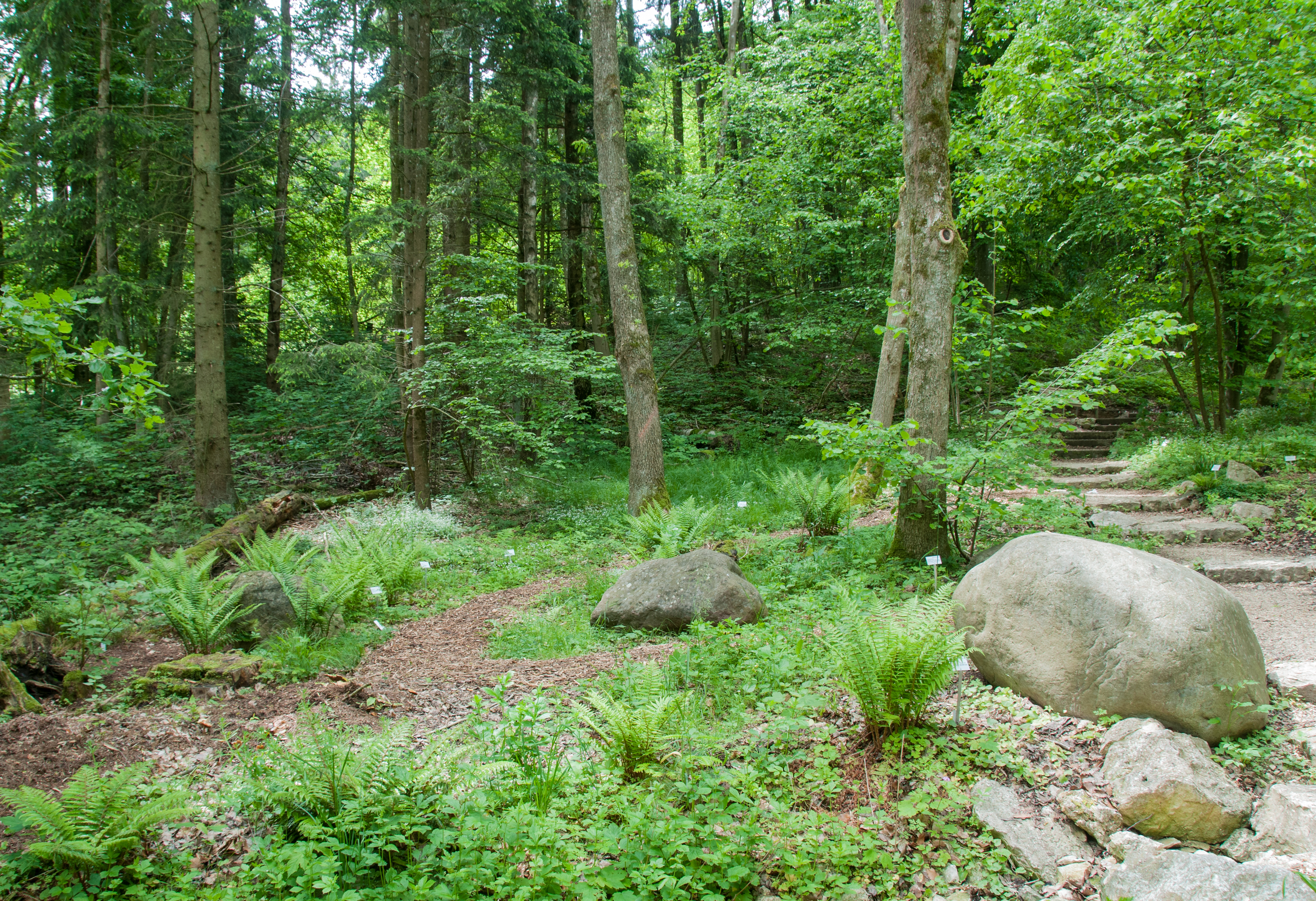
Farntal mit Bachlauf

### Farntal
Neueste Anlage des Botanischen Gartens ist ein Farntal, welches entlang eines Bachlaufs standorttypische Pflanzengesellschaften der Hang- und Schluchtwälder sowie Kalkschutthalden der Schwäbischen Alb zeigt. In diesem Gartenbereich mit mäandrierendem Bachlauf können die Besucher zur Ruhe kommen und die heimische Flora intensiv kennenlernen. Vor allem in der heißen Jahreszeit bietet das Farntal kühle, schattige Verweilplätze. Das Farntal gliedert sich in mehrere ökologische Pflanzenbereiche, die sich in Licht-, Feuchte- und Bodenverhältnissen unterscheiden und mit autochthonen, also am Naturstandort natürlicherweise vorkommenden, Arten bepflanzt werden. Zu finden sind unterschiedliche Farne wie der Dornige Schildfarn (Polystichum aculeatum), der Echte Wurmfarn (Dryopteris filix-mas) und der Hirschzungenfarn (Asplenium scolopendrium) sowie Blütenpflanzen wie die Wald-Bergminze (Calamintha menthifolia), der Wolfs-Eisenhut (Aconitum lycotonum ssp. vulparia) oder die Türkenbund-Lilie (Lilium martagon).

### Pergola mit Kletterpflanzen
Die zentral im Garten liegende Pergola schließt sich direkt ans Rosarium an und dient verschiedenen Kletterpflanzen als Stütze. Gleichzeitig wurde hier ein zentraler Sitzplatz gestaltet, von dem weite Teile des Gartens zu überblicken sind. Kletterpflanzen haben vielfältige Anpassungen entwickelt, um ihre Sprossachsen an vorhandenen Stützen wie z. B. an Felsen oder Mauern zu befestigen und daran empor zu klettern. Dadurch gelangen ihre Blätter an das für Pflanzen lebensnotwendige Sonnenlicht, ohne dass sie standfeste Sprossachsen bzw. Stämme aufbauen müssen. An der Pergola werden Beispiele von Spreizklimmern, Wurzelkletterern, Winde- und Rankpflanzen vorgestellt.

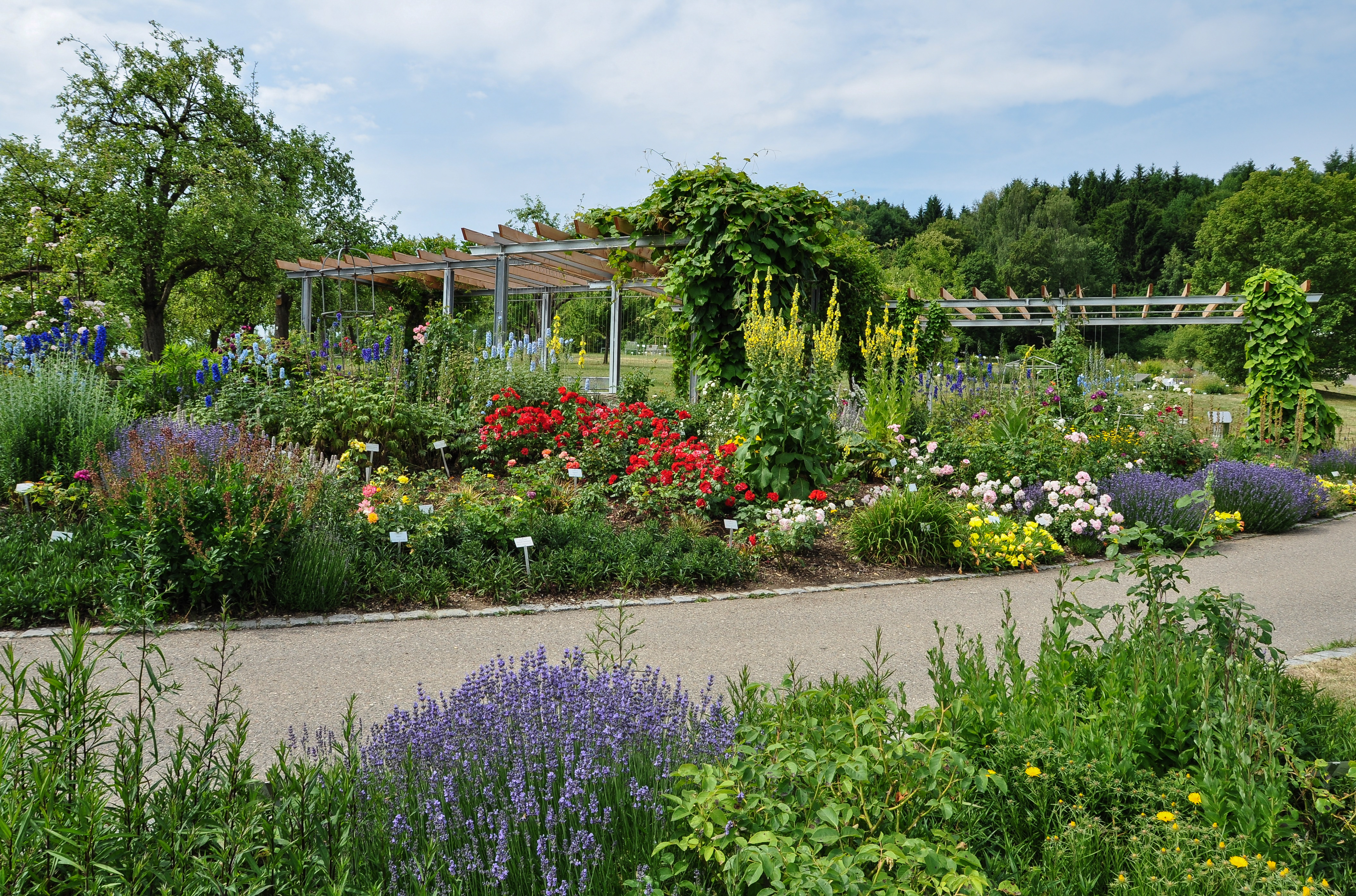
Rosengarten mit Pergola

### Rosarium

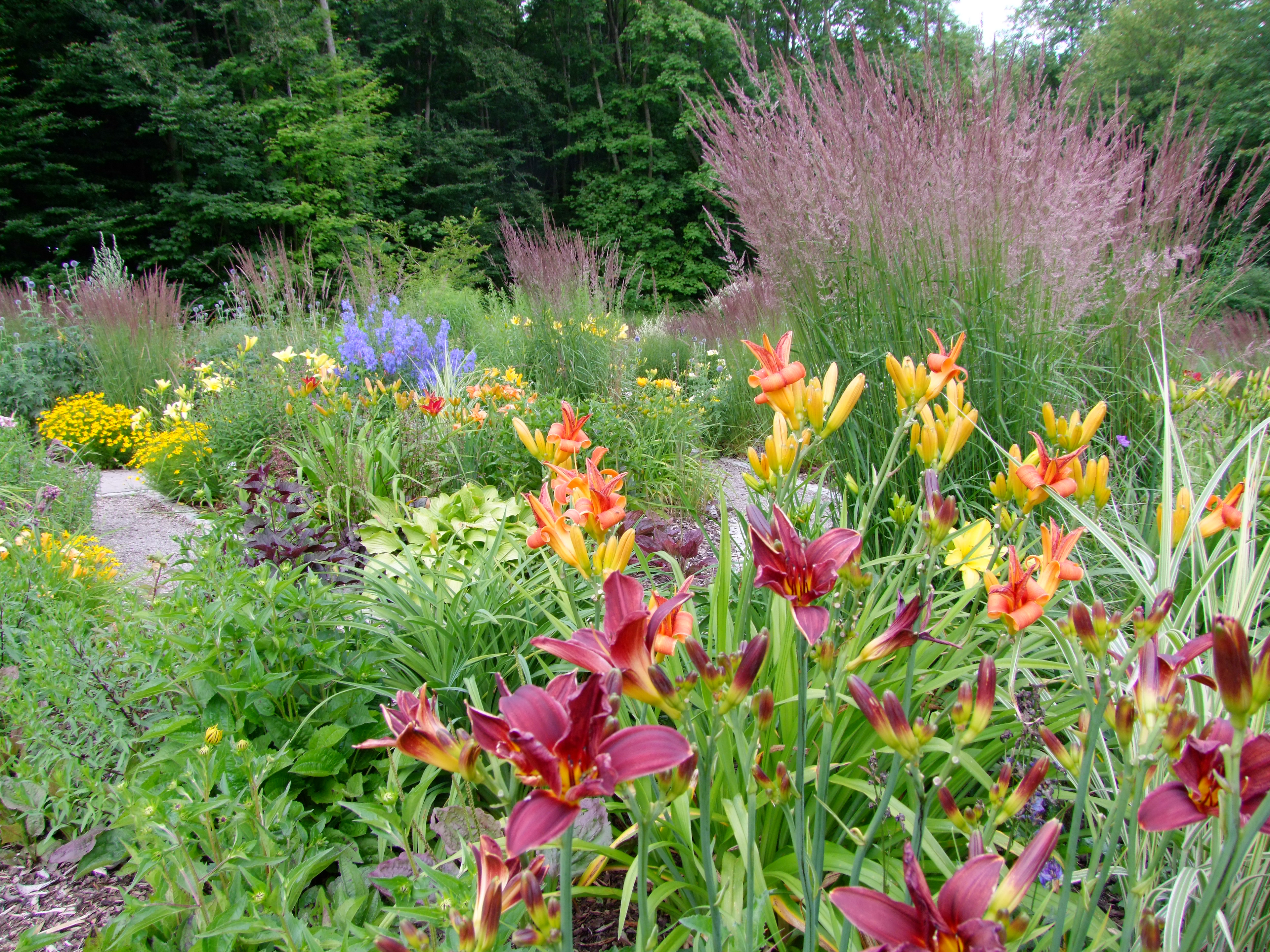
Taglilien mit Begleitstauden im Tagliliengarten

In unmittelbarer Nähe zur Pergola befindet sich seit 1999/2000 ein Rosengarten mit ca. 200 verschiedenen Rosenarten bzw. -sorten. Anhand verschiedener Rosengruppen kann der Besucher die Geschichte der Züchtung der modernen Gartenrose kennenlernen. Neben Wildrosen aus Europa, Nordamerika und Asien werden alte, einmal blühende Rosengruppen, z. B. Alba-Rosen, Gallica-Rosen und Zentifolien bis hin zu mehrfach bzw. dauerblühenden Beet- und Edelrosen gezeigt. Auch einige Englische Rosen sowie moderne Rosenzüchtungen werden vorgestellt.

### Taglilien-Schaugarten
Zum 25-jährigen Bestehen des Botanischen Gartens wurde 2006 der Taglilien-Schaugarten angelegt. Dort werden rund 260 verschiedene Tagliliensorten zusammen mit einer Vielzahl von Begleitstauden gezeigt. Die Anlage zeigt neben Wildarten verschiedene Taglilien-Züchtungen vom frühen 20. Jahrhundert bis zu Sorten der letzten Jahrzehnte.

## Naturbelassene Areale

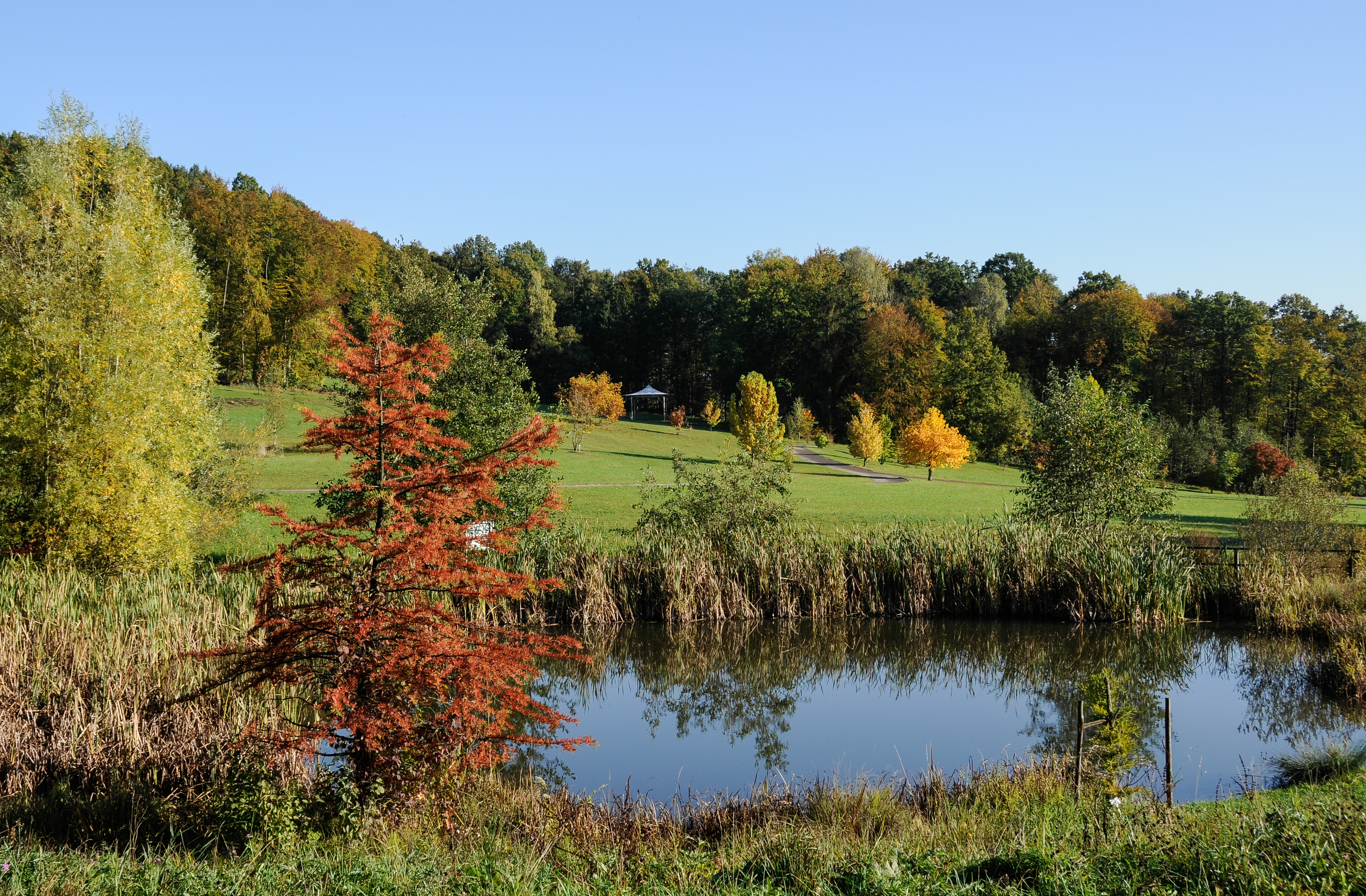
Teich mit Blick ins Arboretum des 28 ha großen Geländes

### Feuchtgebiete
Am Ufersaum steht mit prächtigen, weithin leuchtenden Blüten der Blut-Weiderich. Außerdem wachsen hier Sumpf-Schwertlilie, Froschlöffel, Sumpf-Schafgarbe, Wasserminze, verschiedene Binsen und der allgemein stark gefährdete Zungen-Hahnenfuß. Einen größeren Bereich am Ufer nimmt das dichte Röhricht aus Rohrkolben und Igelkolben ein. Die Wasseroberfläche ist bedeckt mit Blättern der gefährdeten Seekanne, der Gelben Teichrose und den ovalen Blättern des schwimmenden Laichkrauts. Der Teich dient im Frühjahr vielen Amphibien wie Grasfrosch, Erdkröte, Berg- und Teich-Molch als Laichplatz. Unter den farbenprächtigen Libellen lassen sich Heide-Libellen, Vierfleck, Plattbauch, Königs-Libelle und mehrere Arten von Azurjungfern beobachten.

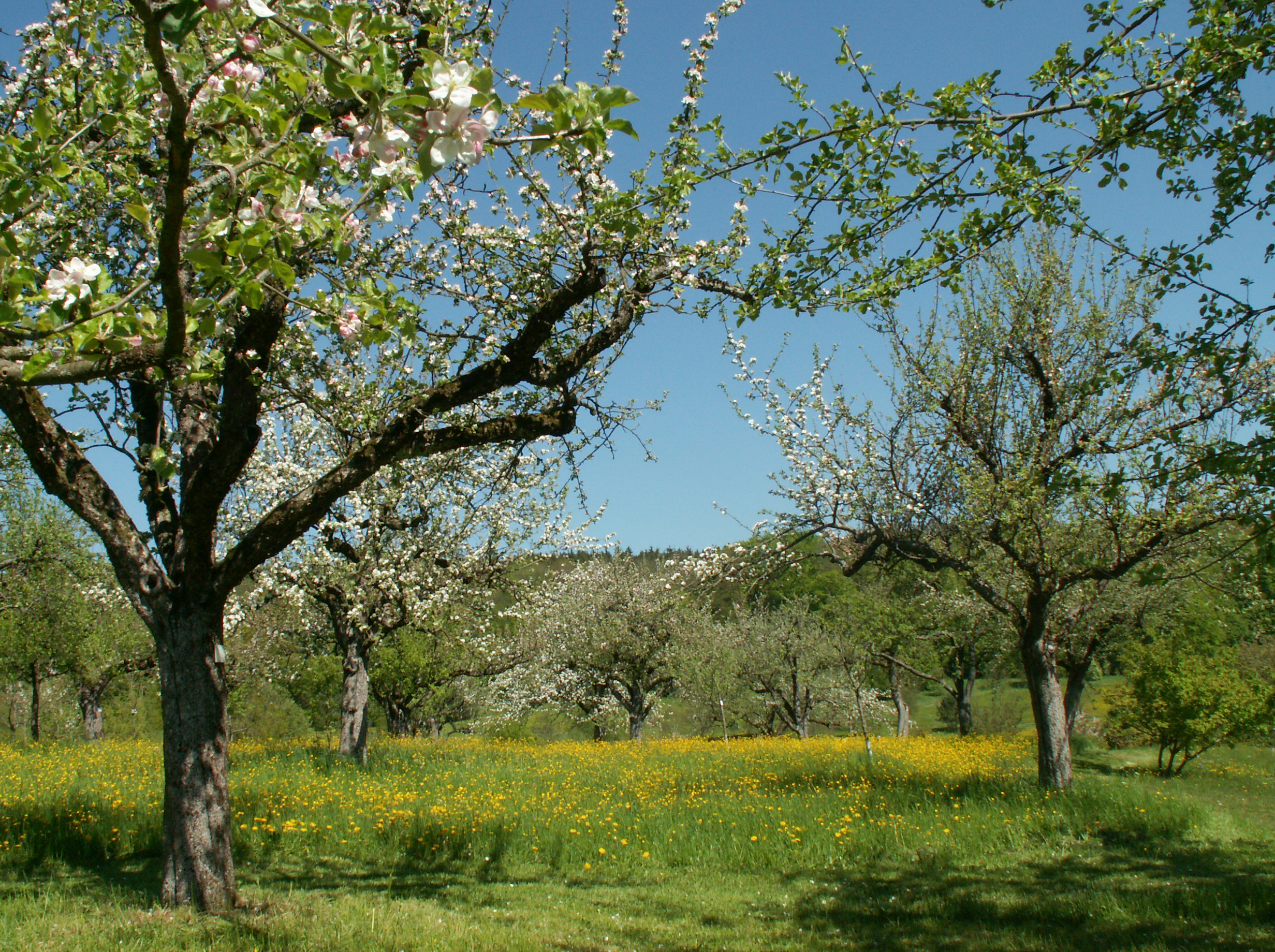
Streuobstwiese mit blühenden Apfelbäumen

### Streuobstwiese
Streuobstwiesen sind ein traditionelles und landschaftsprägendes Element der bäuerlichen Kulturlandschaft und zugleich ein ökologisch wertvoller Lebensraum für zahlreiche Tier- und Pflanzenarten. Der Begriff Streuobstwiese wird davon abgeleitet, dass großwüchsige Obstbäume (Hochstämme) verschiedener Sorten und Altersklassen auf extensiv genutzten Wiesen mehr oder weniger unregelmäßig „gestreut“ stehen. Auf der Streuobstwiese im Botanischen Garten, die etwa eine Fläche von 50 × 100 m² umfasst, werden derzeit 71 Obstbäume vorgestellt. Die Sortenvielfalt setzt sich aus 41 Apfelsorten und 5 Birnensorten, 4 verschiedenen Zwetschgensorten und einem Walnussbaum zusammen. Bekannte und bewährte Sorten sind Baumanns Renette, Roter und Gelber Boskoop, Brettacher, Jakob Fischer, Hauxapfel und Berlepsch. Zu den Ulmer Lokalsorten zählen Ulmer Butterbirne (Albecker Butterbirne), Ulmer Renette, Gewürzluiken oder Öhringer Blutstreifling.

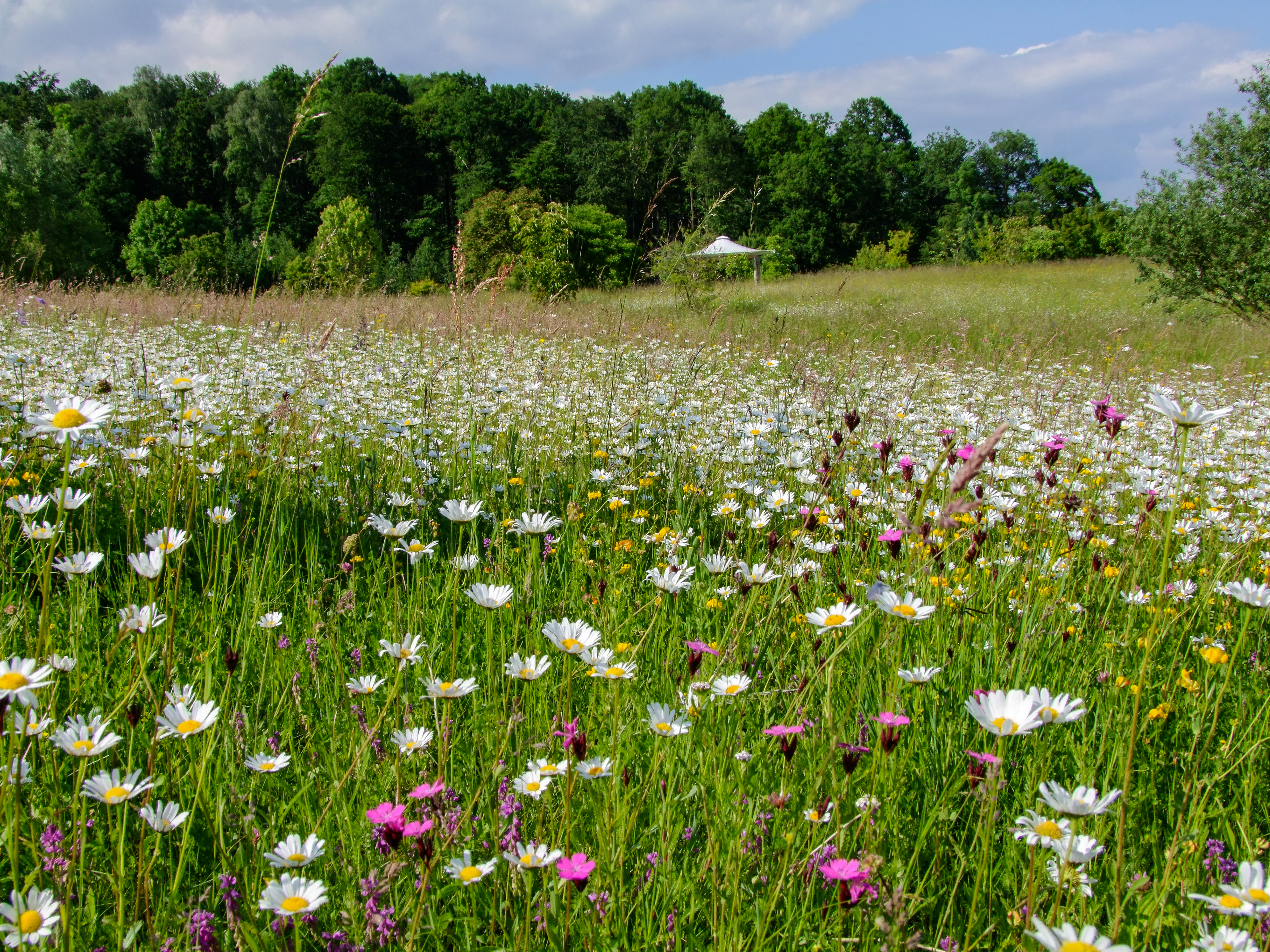
Blumenwiese

### Blumenwiese
Die Wiesenflächen im Botanischen Garten werden extensiv bewirtschaftet: Es wird nicht gedüngt und nur zweimal jährlich gemäht, größtenteils zur Heubereitung. Im Frühsommer ergibt sich durch diese Bewirtschaftungsform ein besonders farbenprächtiger Blühaspekt mit großflächig blühenden Margeritenbeständen und vielen anderen Wiesenkräutern. Bei der „bunten Blumenwiese“ handelt es sich vegetationskundlich um eine Glatthaferwiese, die durch das regelmäßige Vorkommen von Glatthafer, Löwenzahn, Rotklee, Zaun-Wicke, Wiesen-Pippau und Scharfem Hahnenfuß gekennzeichnet ist. Auch der Goldhafer, eine typische Art höhergelegener Fettwiesen, ist stellenweise sehr häufig. In etwas feuchteren Bereichen sind Kuckucks-Lichtnelke, Wolliges Honiggras, Rasen-Schmiele und Wiesen-Sauerampfer zu finden. Auf eher mageren und trockenen Flächen kommen Wiesensalbei, Schafgarbe, Hornklee, Hopfenklee, Knolliger Hahnenfuß, Esparsette und viele andere Arten vor.

## Herbarium
Das Herbarium der Universität Ulm besitzt rund 80.000 Belege mit den Schwerpunkten Europa, Süd- und Mittelamerika.
- Tropensammlung mit rund 50.000 Exemplaren mit den Schwerpunkten Brasilien und Costa Rica
- 20.000 Kapseln Moose und Flechten
- 10.000 Bögen Phanerogamen, davon 1000 Belege von studentischen Exkursionen nach Süd- und Mitteleuropa
- Die Sammlung Weinland aus dem frühen 19. Jahrhundert ist besonders wertvoll durch viele Belege aus Papua-Neuguinea.